# Illtyd Buller Pole-Evans
Illtyd Buller Pole-Evans (1879, Llanmaes, Cardiff, Gales- 1968 ) fue un botánico y micólogo sudafricano.
Era hijo de un clérigo anglicano, Rev. Daniel Evans M.A. y de Caroline Jane Pole. Recibe su BSc. del "University College of South Wales & Monmouthshire", y luego estudia en Cambridge especializándose en Micología y en Fitopatología, obteniendo su M.A. en 1905. Y ese mismo año oposita y gana el puesto de Micólogo y Fitopatólogo en el "Departamento de Agricultura de Transvaal", trabajando con el botánico J. Burtt Davy,pero muy peleados (se comunicaban con notas pegadas sobre sus escritorios). Luego se contrata a la asistente Ethel Doidge.
En 1907 fue uno de los fundadores de la "Transvaal Biological Society". En 1911 es investigador parte del "Departamento de Agricultura" responsable de Fitopatología y Micología.
Pole Evans se casa con Mary R.H. Thompson en 1922, que pertenecía al equipo como micóloga, en 1919, teniendo un varón y una niña.
En 1955 se muda a Umtali, Rodesia, (hoy Eastern Highlands, Zimbabue) donde continua recolectando flora, especialmente Dioscorea y Asclepiadaceae durante varios años.

## Algunas publicaciones
- 1915 a 1917. Several new species of Aloes. Trans. Roy. Soc. S. Afr.
- 1917. The Plant Geography of South Africa (1917). S. Afr. Assoc. for the Adv. of Sci. 8 pp.
- 1917. Descriptions of some new aloes from the Transvaal. Royal Soc. South Africa
- 1920. The veld, its resources & dangers. S. Afr. J. Sci. 17: 1-34
- 1929. Vegetation in South Africa. En Sci. South Africa.
- 1936. A vegetation map of South Africa. Dept. of agriculture & forestry. Bot. Surv. South Africa. Memoir 23 pp.
- 1939. Report on a visit to Kenya. Ed. Govt. Pr. 36 pp.

Pole Evans fue miembro del comité editorial del "Empire Journal of Experimental Agriculture", contribuyendo con Arts. de pastos africanos y pasturas en Vol. 1 (1933), Vol. 4 (1936) y Vol. 18 de 1950
Una vez retirado, Pole Evans publica comentarios de sus expediciones: "Botanical Survey Memoirs on eastern Botswana & Ngamiland" en Mem. 21 (1948), y del este y centro de África en Mem. 22 (1948).

### Libros
- 1948. Roadside observations on the vegetation of East & Central Africa: On a journey from Pretoria to Kenya Colony, May 27th to September 10th, 1938. Ed. Bot. Surv. South Africa. Memoir. 305 pp.
- 1948. A reconnaissance trip through the eastern portion of the Bechuanaland Protectorate, April, 1931 & an expedition to Ngamiland June-July, 1937 South Africa. Plant Industry. Bot. Surv. memoir. 2032 pp.

## Honores

### Eponimia
- (Aizoaceae) Dinteranthus pole-evansii Schwantes[1]

- (Aizoaceae) Mesembryanthemum pole-evansii N.E.Br.[2]

- (Aloaceae) Aloe pole-evansii Christian[3]

- (Amaryllidaceae) Scadoxus pole-evansii (Oberm.) Friis & Nordal[4]

- (Gesneriaceae) Streptocarpus pole-evansii I.Verd.[5]

- (Lamiaceae) Leonotis pole-evansii Hutch.[6]

- (Poaceae) Panicum pole-evansii C.E.Hubb.[7]

- La abreviatura «Pole-Evans» se emplea para indicar a Illtyd Buller Pole-Evans como autoridad en la descripción y clasificación científica de los vegetales.[8]